# 斯特兰·本特松
斯特兰·本特松（瑞典語：Stellan Bengtsson，1952年7月26日—），瑞典前职业乒乓球运动员。1971年，他成为第一个获得世界乒乓球锦标赛男子单打冠军的瑞典人。他一共获得了3个世界锦标赛冠军，7个欧洲锦标赛冠军和65个国际锦标赛冠军。

## 生平
本特松于1952年出生在瑞典西海岸的法尔肯堡市，八岁开始打乒乓球。他身材矮小，身高167厘米，体重60公斤。1971年他成为第一个获得世锦赛男子单打冠军的瑞典人。他总共获得了10枚世界锦标赛奖牌和13枚欧洲乒乓球锦标赛奖牌。他还曾获得瑞典日报的黄金奖章。

## 纪念雕像
本特松的荣誉铜制雕像将树立在他的家乡法尔肯堡市。这一提案最初由法尔肯堡市三家扶轮社（Falkenbergs Rotaryclub, Falkenberg-Herting Rotaryclub and Falkenberg-Kattegatt Rotaryclub）于2003年秋天共同提出，本特松本人已经欣然同意。目前来自各种渠道的资金已经募集到近五十万瑞典克朗。当地艺术家玛蒂娜·芬尼被最终推举为制作雕像的人选。雕像完成之后将会被树立在法尔肯堡市的市政大厅。几年后法尔肯堡市计划建成一个大型的室内运动竞技场，落成之后，雕像将被移往该竞技场。